# Prospalta meleagris
Prospalta meleagris là một loài bướm đêm trong họ Noctuidae.